# Покрајинскa полицијa Онтарија
Покрајинскa полицијa Онтарија (енгл. Ontario Provincial Police) (1909 − ), је покрајинска полицијска служба Онтарија, Канада. У оквиру свог покрајинског мандата, ОПП патролира покрајинским аутопутевима, пловним путевима, штити зграде и званичнике покрајинске владе, патролира неинкорпорисаним подручјима и пружа подршку другим агенцијама. ОПП такође има низ локалних мандата кроз уговоре са општинским властима, где делује као локална полиција и пружа услуге на првој линији.
Са годишњим буџетом од скоро 1,2 милијарде долара,  ОПП је 2020. запошљавала 5.500 униформисаних службеника, 700 помоћних службеника и 2.500 цивилних службеника,  што га чини највећом полицијском службом у Онтарију и другом по величини у Канади (после Kраљевске канадске коњичке полиције). Операцијама ОПП-а руководи његов комесар (Томас Карике, 15. комесар до 2019. године) и део је Министарства правосуђа.

## Историја
На Првом парламенту Горње Канаде у Најагари на језеру 17. септембра 1792. године донета је одредба о формирању „полицијског система“. У почетку су полицијске надлежности биле ограничене на округе, општине и жупе. Године 1845. створена је коњичка полицијска служба за одржавање мира у областима где се обављају јавни радови. Након настанка Канадске конфедерације, уједињења, она је постала коњичка полиција Онтарија (Ontario Mounted Police Force).
Године 1877. Закон о полицајцима је проширио овлашћења и дао овлашћење одређеним припадницима полиције да делују у целој покрајини Онтарио. Први плаћен покрајински полицајац именован да делује као детектив за владу Онтарија био је Џон Вилсон Мари, ангажован на привременој функцији 1875. и постао стални након доношења закона из 1877. године. Марију су се 1897. придружила још два детектива, што је означило почетак Огранка за кривичне истраге. Међутим, углавном, полиција изван градова Онтарија није постојала.
Са открићем сребра у граду Кобалту и злата у Тиминсу, безакоње је све више постајало проблем у северном Онтарију. Полиција је постепено увођена у разним областима али очигледно недовољно ефикасна, све док Наредба Савета није одредила успостављање сталне организације плаћених полицајаца која је одређена као Покрајинска полиција Онтарија 13. октобра 1909. године. Покрајинска полиција се састојала од 45 људи под управом надзорника Џозефа Е. Роџерса. Почетна плата за полицајце била је 400 долара годишње, повећана на 900 долара 1912. Истовремено јепочело са оснивањем више мањих одреда у мањим мстима укључујући Бала, Мускоку и Нијагарине водопаде.
Током 1920-их, реструктурирање је предузето доношењем Закона о покрајинској полицији из 1921. године. Титула команданта је промењена у „комесар“ и дата му је одговорност за спровођење одредби Закона о алкохолу у Онтарију и других прописа о алкохолу. За првог комесара именован је генерал-мајор Хари Мекинтајер Катра-Елиот.
Прва смрт ОПП-а на дужности догодила се 1923. године, када је одбегли осуђеник Лео Роџерс пуцао и убио наредника Џона Уркхарта у близини Норт Беја. Роџерс, који је касније убијен у пуцњави са официрима ОПП-а, већ је смртно ранио полицајца из Норт Беј Ситија, Фреда Лефевра.
Прва мотоциклистичка патрола ОПП уведена је 1928. године, укинута је 1942. године, а затим поново уведена 1949. Први означени патролни аутомобил ОПП представљен је 1941. године.
Током Другог светског рата формирана је борачка гарда. То је била група добровољаца (пре свега ветерана Првог светског рата) чија је дужност била да штите угрожене хидроелектране и бродски канал Веланд који је био под надзором редовних припадника полиције.
Касних 1940-их, полицијске функције су реорганизоване у Онтарију, а ОПП је добила одговорност за спровођење свих закона у покрајини, ван области које покривају општинске полицијске снаге, заједно са општим овлашћењима за спровођење закона на „Краљевским аутопутевима”, спровођење покрајинских закона о алкохолу, помагање локалној полицији и одржавање одељења за кривичну истрагу. У марту 1969. одржан је састанак у Онтаријској комисији за хартије од вредности како би се званично инкорпорирала посебна, али тада већ укључена група „Провинцијске асоцијације полицајаца Онтарија”. Жене су се придружиле униформисаним редовима провинцијске полиције 1974. године.
Године 1994, као део споразума између владе Канаде, провинције Онтарио и Нишнавбе Аски нације, ОПП је започела процес препуштања већине полицијских дужности на северу новоформираној полицијској служби Нишнавбе-Аски (НАПС)). Транзиција је завршена 1. априла 1999. године, када је северозападна патрола ОПП-а пребачена у НАПС. ОПП и даље управља полицијским пословима Првих нација за језеро Биг Троут, Вегамоу, брану Мускрата и Пикангикум.